# Sommernachtskomödie Rosenburg

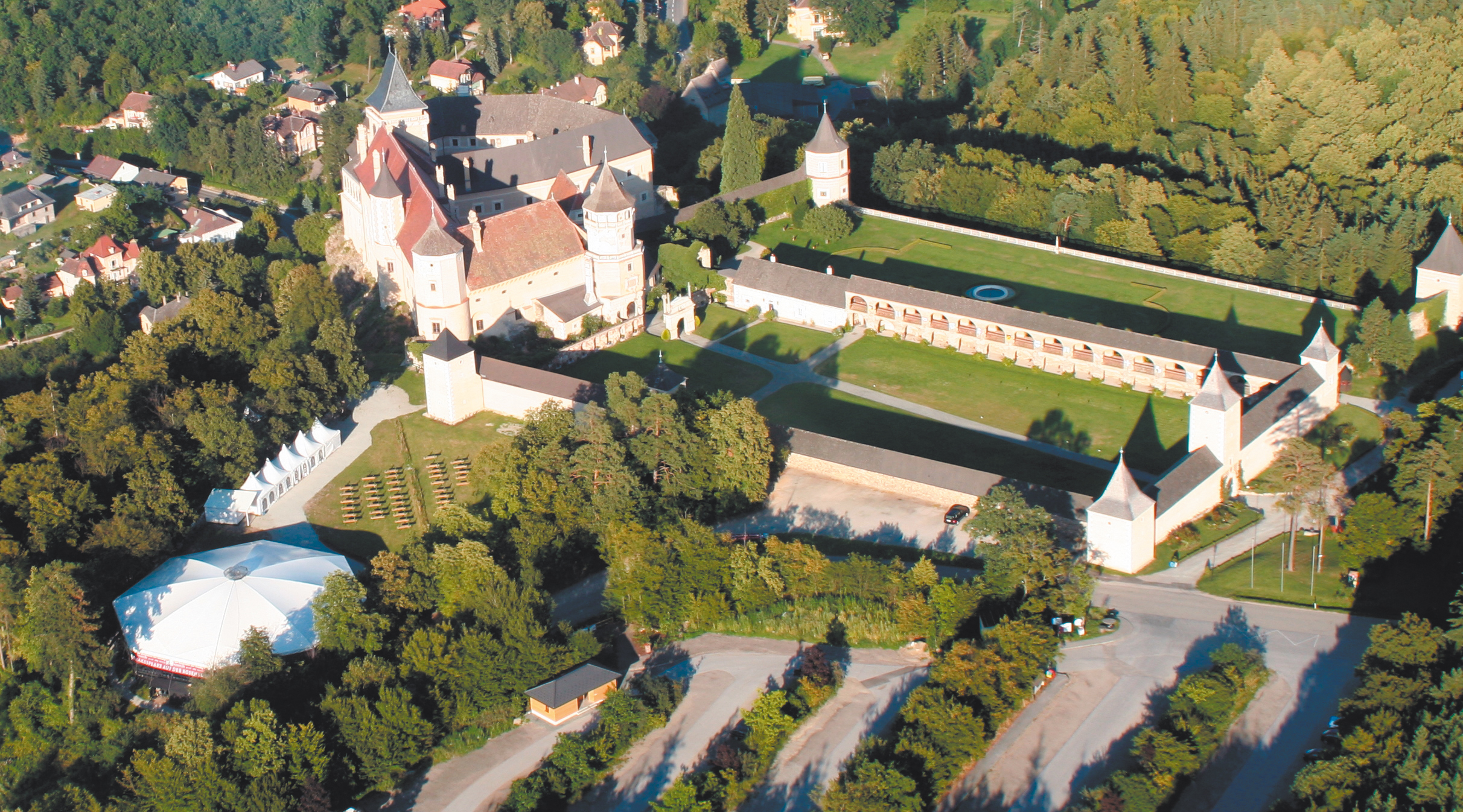
Shakespeare auf der Rosenburg (2008) c N.Bokr

Sommernachtskomödie Rosenburg (bis 2014 Shakespeare auf der Rosenburg) ist der Name eines jährlich im Waldviertel in Niederösterreich stattfindenden Theater-Festivals, bei dem vorwiegend Stücke von William Shakespeare gespielt werden. Das Festspielzelt befindet sich auf dem Gelände der Rosenburg, einem Renaissanceschloss, das in Rosenburg im Naturpark Kamptal gelegen ist.

## Die Festspiele
Alexander Waechter leitete das Festival von 2004 bis 2014. Die Aufführungen finden in den Monaten Juli und August statt. Jährlich kommen über 10.000 Zuschauer auf die Rosenburg, um hier ein einzigartiges Ambiente und eine prachtvolle Kulisse für Shakespeares Werke vorzufinden. Von Beginn an ist das Festival auch Mitglied des Theaterfestes Niederösterreich. Ende 2014 gab Alexander Waechter die Intendanz an Nina Blum ab, welche die Festspiele in Sommernachtskomödie Rosenburg umbenannte.
Die für 2020 geplante Premiere von Jean Poirets Ein Käfig voller Narren wurde aufgrund der COVID-19-Pandemie auf 2021 verschoben.

## Die Bühne
Die überdachte Arenabühne wurde von dem Büro François Valentiny entworfen. Das für Österreich seltene „theater-in-the-round“ ist das Markenzeichen der Shakespeare-Vermittlung auf der Rosenburg. Es gibt nur sieben Sitzreihen, so dass trotz der großen Anzahl von Zuschauern (856 Sitzplätze) die Intimität eines kleinen Theaters mit großer Nähe zu den Schauspielern geboten wird.

## Das Programm
Ein Ensemble junger Darsteller zeigt jedes Jahr ein anderes Hauptwerk des großen englischen Dramatikers in einer frischen Interpretation. 2013 bildet mit einer aus mehreren Stücken zusammengestellten Aufführung eine Ausnahme.
Shakespeare auf der Rosenburg
- 2004 Hamlet, Regie: Birgit Doll
- 2005 Der Widerspenstigen Zähmung, Regie: Alexander Waechter; Gastspiel im Stadttheater Baden Oktober 2005
- 2006 Viel Lärm um nichts, Regie: Alexander Waechter; Gastspiel im Stadttheater Baden Oktober 2006
- 2007 Was ihr wollt Regie: Alexander Waechter; ORF Aufzeichnung: Erstausstrahlung Juli 2008; Gastspiel im Stadttheater Baden Oktober 2007
- 2008 Der Kaufmann von Venedig, Regie: Birgit Doll
- 2009 Ein Sommernachtstraum, Regie: Birgit Doll
- 2010 Romeo und Julia, Regie: Carolin Pienkos
- 2011 Othello, Regie: Sylvie Rohrer
- 2012 Wie es euch gefällt, Regie: Helene Vogel
- 2013 Falstaff, Regie: Birgit Doll
- 2014 Der eingebildete Kranke, Molière, Regie: Alexander Waechter

Sommernachtskomödie Rosenburg
- 2015 Eine Mittsommernachts-Sex-Komödie, Woody Allen, Regie: Marcus Ganser
- 2016 Kalender Girls, Tim Firth, Regie: Marcus Ganser
- 2017 Schlafzimmergäste, Alan Ayckbourn, Regie: Marcus Ganser
- 2018 Monsieur Claude und seine Töchter, Bühnenadaption von Stefan Zimmermann, Regie: Marcus Ganser
- 2020 aufgrund der COVID-19-Pandemie auf 2021 verschoben (geplant: Ein Käfig voller Narren)[2]
- 2022 Manche mögen's verschleiert
- 2023 Shakespeare in Love, Bühnenadaption, Regie: Marcus Ganser[4]